# Темнов, Виктор Пахомович
Виктор Пахомович Темнов (1916—1978) — подполковник Советской Армии, участник Великой Отечественной войны, Герой Советского Союза (1945).

## Биография
Виктор Темнов родился 24 января 1916 года в селе Богородское (ныне — Духовницкий район Саратовской области). После окончания семи классов школы и школы фабрично-заводского ученичества проживал и работал в Ленинграде. В 1934 году Темнов был призван на службу в Рабоче-крестьянскую Красную Армию. В 1938 году он окончил Харьковское военное авиационное училище лётчиков. Участвовал в польском походе и советско-финской войне. С начала Великой Отечественной войны — на её фронтах. В боях был тяжело ранен.
К октябрю 1944 года гвардии капитан Виктор Темнов был штурманом эскадрильи 164-го гвардейского отдельного разведывательного авиаполка 4-й воздушной армии 2-го Белорусского фронта. К тому времени он совершил 177 боевых вылетов на воздушную разведку, бомбардировку и аэрофотосъёмку скоплений боевой техники и живой силы противника, его важных объектов.
Указом Президиума Верховного Совета СССР от 23 февраля 1945 года за «образцовое выполнение боевых заданий командования и проявленные при этом мужество и героизм» гвардии капитан Виктор Темнов был удостоен высокого звания Героя Советского Союза с вручением ордена Ленина и медали «Золотая Звезда» за номером 5411.
После окончания войны Темнов продолжил службу в Советской Армии. В 1960 году в звании подполковника он был уволен в запас. Проживал и работал в Одессе. Умер 20 апреля 1978 года, похоронен на Таировском кладбище Одессы.
Был также награждён четырьмя орденами Красного Знамени, орденами Отечественной войны 2-й степени и Красной Звезды, рядом медалей.